# Platysenta rubrifusa
Platysenta rubrifusa là một loài bướm đêm trong họ Noctuidae.